# 데릭 보트
데릭 스테이시 보트(Derrick Stacey Borte, 1967년 12월 7일 ~ )는 독일 태생의 미국인 영화 제작자이다. 각본, 감독, 프로듀싱을 맡은 2010년 다크 코미디 작품 수상한 가족 (영화)로 유명하다. 이 영화는 그의 감독 데뷔작이기도 하다.
1967년 12월 7일 독일 프랑크푸르트암마인에서 태어났다.

## 참여 작품
- 수상한 가족 (영화)
- 언힌지드